# Артур Осборн (письменник)
Артур Осборн (англ. Arthur Osborne; 1906 — 8 травня 1970) — англійський письменник у сфері духовності та містики, видатний учень та біограф Рамани Махарші.

## Біографія
Осборн два роки вивчав історію в Крайст-Черч, Оксфорд, але покинув університет, незадоволений академічною культурою.  У 1936 році він вирушив у духовні пошуки, які зрештою привели його до Рамани Махарші в 1942 році  З 1964 року Осборн був редактором-засновником Mountain Path, журналу, який видавав Раманашрамам, ашрам, заснований відданими послідовниками Рамани Махарші. Він помер 8 травня 1970 року в Бангалорі у віці 63 років

## Праці
Осборн опублікував кілька книг про Раману Махарші, зокрема одну з головних публікацій «Рамана Махарші та шлях самопізнання». Інші публікації включають біографію Ширді Саї Баби. Через тридцять років після смерті Осборна його автобіографію знайшли серед особистих паперів і опублікували у Раманашрамам під назвою «Моє життя та пошуки».

## Вибрана бібліографія
- Osborne, Arthur (1951). Ramana Arunachala; seven essays on Bhagavan Sri Ramana Maharshi. Tiruvannamalai, India: Ramanasramam.
- Osborne, Arthur (1954). Ramana Maharshi and the path of self-knowledge. London: Rider. ISBN 9788172242114.
- Arthur Osborne (1957). The incredible Sai Baba. London: Rider. ISBN 0091109310. OCLC 49522828.
- Arthur Osborne The rhythm of history 1959 Arthur Osborne Indica Varanasi ISBN 978-93-81120-00-2
- Ramana; Arthur Osborne (1959). The collected works of Sri Ramana Maharshi. London: Rider.
- Osborne, Arthur (2001), My Life and Quest (PDF), ISBN 81-88225-20-7